# Посещение музея
«Посещение музея» — рассказ Владимира Набокова, относящийся к русскому периоду его творчества. Был написан и опубликован (под псевдонимом В. Сирин) в 1938 году, вошёл в состав сборника «Весна в Фиальте» (Нью-Йорк, 1956).

## Сюжет и история текста
Герой рассказа приходит в провинциальный французский музей, чтобы по просьбе друга договориться о покупке портрета его деда. Однако маленький музей во время посещения превращается в бесконечное пространство, и герой внезапно оказывается в советском Ленинграде.
«Посещение музея» было написано в 1938 году и увидело свет в русском эмигрантском журнале «Современные записки», выходившей в Париже, в марте того же года. В 1956 году автор включил рассказ в сборник «Весна в Фиальте».
Биограф Набокова Брайан Бойд пишет о «горькой иронии», с которой писатель раскрывает в «Посещении музея» темы одиночки и толпы, безумия и здравомыслия. Литературоведы видят в тексте отсылки к «„петербургскому тексту“ русской литературы» — к стихам Александра Блока, Осипа Мандельштама, Иннокентия Анненского.